# Davide Enia
 (décembre 2009).
Si vous disposez d'ouvrages ou d'articles de référence ou si vous connaissez des sites web de qualité traitant du thème abordé ici, merci de compléter l'article en donnant les références utiles à sa vérifiabilité et en les liant à la section « Notes et références ».
Davide Enia (né le 2 avril 1974 à Palerme) est un écrivain, acteur, metteur en scène et dramaturge italien, considéré comme un représentant de la seconde génération du théâtre-récit.

## Biographie
Davide Enia commence à écrire en 1988. Auteur de théâtre souvent récompensé en Italie, il a été reconnu en France à la suite de la parution en 2016 de son premier roman, Sur cette terre comme au ciel, aux éditions Albin Michel. 
Dans son spectacle Italie-Brésil 3 à 2 Davide Enia évoque un match de football du mondial de 1982 à travers ses souvenirs d'enfant. Il y mêle un parler populaire, voire dialectal, à un humour qui n'est pas sans rappeler celui d'Ascanio Celestini. Il a été traduit en français par Olivier Favier. Avec Maggio '43 qui évoque le bombardement de la ville et les exactions de la milice fasciste, il a poursuivi dans cette même veine narrative. I capitoli dell'infanzia, créé au Teatro Eliseo de Rome en 2007) accompagné de musiques de  Giulio Barocchieri e Rosario Punzo évoquent l'enfance et l'adolescence dans la Palerme de la fin des années 1980.
En 2017, il séjourne en France à l'occasion d'une résidence d'écriture à la Résidence Jean-Monnet, à Cognac. 

## Œuvres
- Teatro, Ubulibri, 2005. Contient Scanna, Italia Brasile 3 a 2, Maggio'43.
- Rembò, 2006. Edizioni Fandango.
- I capitoli dell'infanzia, 2009. Edizioni Fandango. DVD. Con libro.
- Mio padre non ha mai avuto un cane, 2010. Duepunti Editore.
- Cosi in terra, 2012. Edizioni Dalai.

- traduit en français par Françoise Brun, sous le titre Sur cette terre comme au ciel, Paris, Albin Michel, 2016, 416 p.  (ISBN 978-2-226-32881-6) Prix du Premier roman étranger 2016.
- Appunti per un naufragio, Sellerio, 2017 - Prix Mondello 2018
  - traduit en français par Françoise Brun, sous le titre La Loi de la mer, Albin Michel, 2018
- Maggio '43, Sellerio Editore, Palerme 2013; Mai 43, traduction française de Eugenia Fano, Presses universitaires du Midi, Toulouse 2020

## Sur Davide Enia
- Franco Quadri, Eniade, in D. Enia, “Teatro”, Ubulibri 2005;
- Simone Soriani, Sulla scena del racconto. A colloquio con Marco Baliani, Laura Curino, Marco Paolini, Ascanio Celestini, Davide Enia, Mario Perrotta, Civitella in Val di Chiana (AR), Zona, 2009;
- Giuseppe Di Stefano, Repliche di successo, in “Primafila”, n. 113, febbraio-marzo 2005;
- Francesco Cicerone, Davide Enia: tra memoria e racconto, per non dimenticare, in "Rivista Prometheus".
- Maria Cristina Sarò, Intervista a Enia, in "Inscena", n. 7, novembre 2006